# José Luis Beltrán Lassaletta
José Luis Beltrán Lassaletta, (Buenos Aires, 4 de enero de 1956-4 de enero de 2025) fue un jugador de baloncesto y fotógrafo español nacido en Argentina. Fue internacional con la selección de baloncesto de España.

## Trayectoria
Beltrán nació en Buenos Aires, Argentina, como hijo de un matrimonio de españoles que se encontraban residiendo de manera temporal en el país. Creció en Madrid y asistió al Instituto Ramiro de Maeztu, donde entró en contacto con el baloncesto.
Debutó con solo 16 años en la Liga Española de Baloncesto jugando para el Club Estudiantes de Baloncesto. Estuvo nueve temporadas allí, alcanzando dos finales de la Copa del Rey de Baloncesto que terminaron en derrota estudiantil. 
En 1981 pasó a las filas del Club Baloncesto Inmobanco, que a la sazón militaba en la segunda división española. Fue campeón de la Primera División B y del XVIII Torneo de Navidad en 1982, y medallista de plata en la Copa del Rey de 1983. 
Con la desaparición del Inmobanco, Beltrán se retiró de la actividad profesional. Sin embargo retornó a la competición un año después, reforzando al Claret Club de Baloncesto en el campeonato de segunda división. Tras conseguir el ascenso, disputó la temporada 1985-86 de la Liga ACB y luego si se retiró de manera definitiva.  
Se dedicó posteriormente a la fotografía profesional.

## Selección nacional
Fue internacional con España en 17 ocasiones.
Llegó a disputar el torneo de baloncesto de los Juegos Mediterráneos de 1975 y el Torneo preolímpico FIBA de 1976.